# Jan Kazimierz Szalewski
Jan Kazimierz Szalewski ps. Soból, Engler, Szpak, (ur. 31 maja 1914, zm. 4 marca 1988) – major rezerwy piechoty.

## Dzieciństwo i młodość
Urodził się 31 maja 1914 roku pod Czerskiem, w rodzinie rolników – Józefa Szalewskiego oraz Franciszki z domu Lipskiej. W latach 1921–1925 chodził do Szkoły Ludowej w Czersku, a potem do tamtejszej Szkoły Wydziałowej. W 1935 roku zdał egzamin maturalny w Męskim Katolickim Gimnazjum Klasycznym w Chojnicach. Odbył roczne szkolenie wojskowe – najpierw w szkole Podchorążych Rezerwy Piechoty w Zambrowie, a następnie w 64 pułku piechoty w Grudziądzu. Przeszkolenie to miało się okazać przydatne w trakcie późniejszej służby wojskowej w 1939 roku, a także podczas walki partyzanckiej. Na przełomie lat 1936/1937 ukończył roczny kurs pedagogiczny, który odbył w Seminarium Nauczycielskim w Grudziądzu. Nie mógł znaleźć pracy w zawodzie nauczyciela, więc podjął pracę w administracji samorządowej. Pracował, jako referent w Urzędzie Gminnym w Czersku oraz sekretarz gminny w Konarzynach i Kościerzynie. Ukończył też zaoczny kurs w Instytucie Komunalnym w Warszawie i uzyskał stopień urzędnika dyplomowanego. Za zaoszczędzone pieniądze nabył sklep z tekstyliami, który prowadził do 1938 r.

## Okres wojenny
Od końca 1937 odbywał szkolenia w Batalionie Obrony Narodowej „Kościerzyna” jako rezerwista. W sierpniu 1939 roku batalion ten został zmobilizowany i skierowany do obrony Warszawy. We wrześniu 1939 roku uczestniczył w walkach w obronie Żoliborza i w okolicach Cytadeli. W dniu 17 września 1939 roku w dowód męstwa został mianowany na stopień podporucznika.
Dostał się do niemieckiej niewoli, ale uciekł z transportu kolejowego. Jesienią i zimą 1939 roku zaangażował się w działalność konspiracyjną w postaci potajemnego nauczania dla polskich dzieci, które zorganizował w mieszkaniu Zygmunta Jakubowskiego w Łęgu. W obawie przed ujawnieniem i aresztowaniem od początku 1940 roku zamieszkał w gospodarstwie swojego bliskiego kuzyna Floriana Szalewskiego w Jastrzębiu koło Dziemian. W tym okresie wraz z grupą około 20 innych ukrywających się w okolicy Polaków zbudował w lesie bunkier – „Koszary”. Bunkier rezerwowy oddziału „Szyszki” mieścił się w okolicach wsi Mściszewice gmina Sulęczyno. W późniejszym okresie jego oddział dysponował bunkrami w okolicach Starej Huty oraz Łubiany (1944 rok). Do najbardziej spektakularnych akcji oddziału dowodzonego przez Jana Szalewskiego należy zorganizowanie zamachu na Adolfa Hitlera w czerwcu 1942 roku. Ten dość mało znany współczesnym historykom epizod miał miejsce w nocy z 8 na 9 czerwca 1942 r. w rejonie leśniczówki Cis niedaleko Zblewa. Partyzanci dokonali wykolejenia pociągu osobowego, którym miał jechać sam Hitler, który jednak w ostatniej chwili zmienił swoje plany. Oddział przebrany w mundury niemieckie ubezpieczał akcję i dokonał ostrzału wykolejonego pociągu. W zamachu tym miało zginąć dwóch generałów i około 200 żołnierzy. Dane te wydają się jednak mocno zawyżone. Druga, podobna akcja partyzancka miała miejsce w nocy z 20 na 21 czerwca 1942 r., gdy został wykolejony niemiecki transport wojskowy koło miejscowości Czarna Woda. W tym okresie Jan Szalewski podporządkował swój oddział pod TOW Gryf Pomorski. Po zabójstwie komendanta TOW – Józefa Gierszewskiego wycofał się ze współpracy z Gryfem Pomorskim. Ponownie współpracował z PAP, a w listopadzie 1943 roku przeszedł do Armii Krajowej. Rozbudował wówczas oddział do 3 plutonów, operujących w różnych miejscach. Został komendantem AK obwodu kościerskiego, a od listopada 1944 roku komendantem podinspektoratu tczewskiego.
W kwietniu 1944 roku oddział Jana Szalewskiego odbił z posterunku żandarmerii w Brusach Wojciecha Warsińskiego oraz kilku innych więźniów. W końcu maju 1944 roku w okolicach Łubiany „Szyszki” stoczyły całodniową bitwę z Niemcami z 44 Dywizji SS. Walkami dowodził osobiście Jan. Zginęło wówczas kilkunastu partyzantów, ale około 60 osób wyrwało się z okrążenia, co w dużym stopniu zawdzięczali umiejętnemu zorganizowaniu obrony przez swojego dowódcę. Miesiąc później „Soból” wraz z kilkoma innymi partyzantami został ponownie otoczony przez specjalne oddziały niemieckie – Jagrkomando w bunkrze koło leśniczówki Trawice (w pobliżu Kalisza w pow. kościerskim). Został wówczas ciężko ranny, a przed niechybną śmiercią uratowali go Stanisław Kęciński „Maks” oraz Stanisław Pończocha „Sztors”, którzy ukryli swojego dowódcę w polu żyta. Od sierpnia 1944 roku oddział „Szyszki” oraz oddział Alfonas Kwiczora nawiązały współpracę z żołnierzami z radzieckiej grupy „Wołga” por. Jana Miętkiego pseudonim Wirski.

## Okres powojenny
Latem 1945 roku przeprowadził się do Kościerzyny i wziął ślub ze Stefanią Szefler-Lesikowską. Po wojnie Jan Szalewski zamierzał powrócić do pracy w zawodzie nauczyciela, lecz przynależność do AK spowodowała, że wkrótce został aresztowany przez służbę bezpieczeństwa i osadzony w areszcie w Gdańsku, gdzie był bity i dręczony. W 1966 r. obronił na Uniwersytecie Mikołaja Kopernika w Toruniu rozprawę doktorską na temat: „Hitlerowska polityka osadnicza w latach 1939–1945 w okręgu Rzeszy Gdańsk Prusy Zachodnie”. W okresie od 1959 r. do 1971 r. był nauczycielem historii oraz dyrektorem w LO nr 2 im. Stanisława Staszica w Starogardzie Gdańskim, a od 1971 r. dyrektorem LO dla Pracujących w Słupsku. Po przejściu na emeryturę w 1974 r. osiadł na stałe w Gdańsku. Udzielał się społecznie w ruchu kombatanckim. Zginął tragicznie w wypadku komunikacyjnym w Gdańsku dnia 4.03.1988 roku.
Jan Szalewski wychowywał trzy córki. Był żonaty ze Stefanią Szefler-Lesikowską. Został odznaczony orderami: Virtuti Militari V klasy, Krzyżem Walecznych, Krzyżem Partyzanckim, Krzyżem Kawalerskim Orderu Odrodzenia Polski. Za swoje zasługi został awansowany na stopień majora.